# Jared McCain
Jared Dane McCain (Sacramento, 20 febbraio 2004) è un cestista statunitense, professionista nella NBA con i Philadelphia 76ers.

## Carriera

### Squadra
Dopo aver trascorso una stagione con i Duke Blue Devils, nel 2024 viene selezionato con la sedicesima scelta assoluta al Draft NBA dai Philadelphia 76ers.

### Nazionale
Nel 2022 ha vinto la medaglia d'oro al Campionato americano Under-18.

## Statistiche

### College
| Anno      | Squadra          | PG | PT | MP   | TC%  | 3P%  | TL%  | RP  | AP  | PRP | SP  | PP   |
| --------- | ---------------- | -- | -- | ---- | ---- | ---- | ---- | --- | --- | --- | --- | ---- |
| 2023-2024 | Duke Blue Devils | 36 | 36 | 31,6 | 46,2 | 41,4 | 88,5 | 5,0 | 1,9 | 1,1 | 0,1 | 14,3 |
| Carriera  | Carriera         | 36 | 36 | 31,6 | 46,2 | 41,4 | 88,5 | 5,0 | 1,9 | 1,1 | 0,1 | 14,3 |

### NBA

#### Regular Season
| Anno      | Squadra            | PG | PT | MP   | TC%  | 3P%  | TL%  | RP  | AP  | PRP | SP  | PP   |
| --------- | ------------------ | -- | -- | ---- | ---- | ---- | ---- | --- | --- | --- | --- | ---- |
| 2024-2025 | Philadelphia 76ers | 23 | 8  | 25,7 | 46,0 | 38,3 | 87,5 | 2,4 | 2,6 | 0,7 | 0,0 | 15,3 |
| Carriera  | Carriera           | 23 | 8  | 25,7 | 46,0 | 38,3 | 87,5 | 2,4 | 2,6 | 0,7 | 0,0 | 15,3 |

## Premi e riconoscimenti
- McDonald's All-American (2023)